# Centre Parroquial (Sant Boi de Llobregat)
El Centre Parroquial és una obra del municipi de Sant Boi de Llobregat (Baix Llobregat) inclosa en l'Inventari del Patrimoni Arquitectònic de Catalunya.

## Descripció
Es tracta d'una edificació de tres cossos, dos laterals de planta baixa i pis, i el central de dos pisos. Està projectada dins d'una estricta simetria.
La planta baixa i els dos cossos laterals llueixen uns estucats amb franges horitzontals que emmarquen les portes (cinc en total) amb arcs de mig punt. El primer pis ostenta un balcó amb barana de laminat de ferro i decoració de tipus floral a les llindes de les portes. Els dos pisos del cos central estan personalitzats mitjançant unes figurades columnes acanalades amb mènsules jòniques que el separen òpticament en tota la seva alçada dels cossos laterals. El balcó del primer pis repeteix les baranes de laminat i les aplicacions de pedra artificial dels laterals, però a la porta del mig hi ha un mosaic de ceràmica amb una imatge sacra. El pis superior té tres grans finestres amb balconet de terracota igual que les balustres dels terrats que coronen l'edifici i arcs de mig punt. L'horitzontalitat d'una franja d'estucs i aplicacions de pedra artificial sobre les mènsules i un fort ràfec de teula, compensen la verticalitat de les columnes i equilibren el balcó que va de banda a banda de l'edifici.
El toc romàntic de l'època no podia oblidar els florons barrocs del capdamunt.

## Història
Aquesta casa es construí per a Centre Parroquial, inaugurant-se el 1882. La datació dels plànols de l'arquitecte A. Parés i Valls és de l'any 1885, la qual cosa fa pensar en una legalització posterior de la construcció.